# Les Chiffres
Pour plus de détails, voir Fiche technique et Distribution.
Les Chiffres (Szyfry), parfois appelé "Les Codes", est un film polonais réalisé par Wojciech Has, sorti en 1966.

## Synopsis
Tadeusz, vétéran de la Seconde Guerre mondiale, a fui la Pologne à l'issue du conflit en laissant sa femme Zofia et ses fils Maciek et Jedrek. 

## Fiche technique
- Titre original : Szyfry
- Titre français : Les Chiffres
- Réalisation : Wojciech Has
- Scénario : Andrzej Kijowski
- Décors : Maria Szafran
- Costumes : Lidia Skarzynska et Jerzy Skarżyński
- Photographie : Mieczyslaw Jahoda
- Montage : Zofia Dwornik
- Musique : Krzysztof Penderecki et Stanislaw Radwan
- Pays d'origine : Pologne
- Format : Noir et blanc - 35 mm - Mono
- Genre : drame
- Durée : 80 minutes
- Date de sortie :
  - Pologne : 25 décembre 1966

## Distribution
- Jan Kreczmar : Tadeusz
- Zbigniew Cybulski : Maciek
- Irena Eichlerówna : Zofia
- Ignacy Gogolewski : docteur Gross
- Irena Horecka : tante Helena
- Janusz Kłosiński : antiquaire